# Brass Target
Brass Target es una película de guerra de suspenso estadounidense de 1978 basada en la novela de 1974 "The Algonquin Project" de Frederick Nolan.
La película fue producida por Berle Adams y Arthur Lewis y dirigida por John Hough . Está protagonizada por Sophia Loren, John Cassavetes , Robert Vaughn , George Kennedy , Patrick McGoohan y Max von Sydow.

## Sinopsis
Un complot para asesinar al General Patton después de la II Guerra Mundial es usado para cubrir un robo de oro nazi.

## Reparto
- Sophia Loren como Mara
- John Cassavetes como  Joe De Luca
- George Kennedy como el General George S. Patton
- Robert Vaughn como el coronel Donald Rogers
- Patrick McGoohan como el coronel Mike McCauley
- Bruce Davison como el coronel Robert Dawson
- Edward Herrmann como el coronel Walter Gilchrist
- Max von Sydow como el asesino profesional Shelley Martin Webber
- Ed Bishop como el coronel Frank Stewart
- Lee Montague como Lucky Luciano
- Hal Galili como Levy
- Bernard Horsfall como Shelley
- John Junkin como Carberry
- Sigfrit Steiner como Herr Schroeder
- Reinhold Olszewski como el General Ostranov
- Bob Cunningham como el General Stackwood
- Heinz Bennent como Kasten
- Brad Harris como Rowan
- Claudia Butenuth como Hilde
- Yulian Panich como el oficial ruso